# Ctenocompa hygropis
Ctenocompa hygropis är en fjärilsart som beskrevs av Edward Meyrick 1936. Ctenocompa hygropis ingår i släktet Ctenocompa och familjen säckspinnare. Inga underarter finns listade i Catalogue of Life.